# Give My Regards to Broad Street
Give My Regards to Broad Street é o álbum feito para o filme homônimo realizado pelo beatle Paul McCartney em 1984. Descrito como um álbum difícil de fazer, a música "No more Lonely nights" foi o maior sucesso do álbum e contou com a participação da guitarra solo de David Gilmour (Pink Floyd).

## O álbum
A música "No More Lonely Nights" foi o maior sucesso do álbum e contou com a participação da guitarra solo de David Gilmour, da banda britânica Pink Floyd.
A maioria das canções do álbum são regravações de músicas de Paul lançadas anteriormente com os The Beatles e com os Wings.
A música de trilha sonora original do filme foi lançada em 22 de outubro de 1984. O LP inclui 14 faixas, das quais 3 são novas músicas e 11 são músicas antigas com uma nova orquestração. Assim como no filme, o álbum se tornou decepcionante para muitos fãs. Paul trabalha com um misto de canções inéditas e compiladas.
Mais uma vez, Paul pediu a ajuda de vários famosos músicos para gravar este álbum. Entre eles, Ringo Starr, Dave Edmunds, Chris Spedding, Eric Stewart, David Gilmour, John Paul Jones e alguns músicos da banda Toto. George Martin também ajudou, principalmente para gerenciar a nova orquestração das músicas e, naturalmente, para produzir o álbum.
O álbum abre com "No More Lonely Nights", uma das melhores músicas jamais escritas por Paul.
Em seguida vem uma série de covers dos Beatles. A primeira canção beatle do álbum é "Good Day Sunshine" do álbum Revolver de 1966, com todos os instrumentos executados por Paul, exceto o piano que é tocado por George Martin. É seguido por "Corridor Music", uma canção instrumental. Em seguida vem um cover "Yesterday", do álbum Help! de 1965, com o apoio de uma orquestra.
"Yesterday" é seguida, sem qualquer interrupção por "Here, There and Everywhere", do álbum Revolver, de 1966  e Wanderlust, canção de Paul do seu álbum Tug of War de 1982.
"Wanderlust", é seguido por um outro título a partir deste mesmo álbum, "Ballroom Dancing". Esta canção é habilmente reforçada pela guitarra de Chris Spedding e Dave Edmunds cujo solo são muito impressionantes.
Em seguida Paul regressa à fase com os Wings com um cover de "Silly Love Songs" do álbum Wings at the Speed of Sound de 1976. Esta cobertura é reforçada por uma forte e poderosa linha de baixo e um ritmo mais jazzy, sendo considerado por muitos como melhor que a obra original.
Faixa # 8 apresenta a segunda nova canção sobre este álbum, "Not Such a Bad Boy", que é um alegre rock com Ringo na bateria, e Chris Spedding e Dave Edmunds nas guitarras.
O próximo título é uma capa de "So Bad", uma canção extraída do álbum Pipes of Peace de 1983. Ringo na bateria, e Eric Stewart acrescenta sua guitarra. Uma bela performance para este grande balada.
Depois vem a terceira nova composição sobre este álbum, "No Values", um forte rock realizado por Paul cantando com sua voz áspera.
Depois, segue duas obras-primas do Paul beatle, "For No One" e "Eleanor Rigby" do álbum Revolver de 1966. Ambas as canções são muito bem orquestrado graças à contribuição de um quarteto de cordas. "Eleanor Rigby" é diretamente seguido por um instrumental desenvolvimento intitulado "Eleanor's Dream", que é uma variação sinfônica sobre o tema anterior. É um bom presságio nessa altura que Paul provavelmente poderia explorar mais clássico mundos no futuro ... "Eleanor's Dream" é um sonho muito estético, que a sua correspondente na sequência do filme.
A próxima faixa é uma oportunidade para o Paul re-orquestrar "The Long and Winding Road", uma das suas melhores canções Beatle. Todos sabem que Paul estava cheio de raiva contra Phil Spector, quando o álbum Let It Be foi lançado, Paul reclamando que tinha Spector acrescentou algumas seqüências extravagantes para a base da faixa The Long And Winding Road.
A cobertura feita por Paul é uma agradável interpretação apoiada por uma muita orquestração e por um bom saxofone solo. É tão bom quanto a versão Beatle.
A última faixa do álbum é uma reprise de "No More Lonely Nights". Este "playout" é tocado com um ritmo mais rápido do que o utilizado para a primeira faixa. É uma versão mais jazzy e dançante que a original.
A faixa bônus "Good Night Princess", uma trilha instrumental composta por Paul, está incluída na trilha sonora em versão CD em seu re-lançamento em 1993 na série The Paul McCartney Collection (não está presente no LP . Com este título, Paul exibe mais uma vez, o seu gosto pela música dos anos 30 e consegue uma bela composição com orquestração de trompete, sax, clarinete, piano e violino.

## Lista de faixas do CD
Todas as músicas foram compostas por Paul McCartney, excepto onde anotadas.
1. "No More Lonely Nights" – 5:13
2. Good Day Sunshine/"Corridor Music" (John Lennon/Paul McCartney)/ (Paul McCartney) – 2:33
3. Yesterday (John Lennon/Paul McCartney) – 1:43
4. Here, There and Everywhere (John Lennon/Paul McCartney) – 1:43
5. "Wanderlust" – 4:07
6. "Ballroom Dancing" – 4:51
7. "Silly Love Songs"/"Silly Love Songs (Reprise)" – 5:27
8. "Not Such A Bad Boy" – 3:29
9. "So Bad" – 3:25
10. "No Values" – 4:12
  - "No More Lonely Nights (Reprise)"
11. "No More Lonely Nights (Ballad Reprise)"/"For No One" (Paul McCartney) / (John Lennon/Paul McCartney) – 2:12
12. Eleanor Rigby/"Eleanor's Dream" (John Lennon/Paul McCartney) / (Paul McCartney) – 9:10
13. The Long and Winding Road (John Lennon/Paul McCartney) – 3:57
14. No More Lonely Nights (Playout Verssão)" – 5:03
15. "Goodnight Princess" – 3:58

## LP Original
Lado 1
1. "No More Lonely Nights" (McCartney) - 4:52
2. "Good Day Sunshine" (Lennon/McCartney) - 1:43
3. "Corridor Music" (McCartney) - 0:19
4. "Yesterday" (Lennon/McCartney) - 1:42
5. "Here, There and Everywhere" (Lennon/McCartney) - 1:45
6. "Wanderlust" (McCartney) - 2:48
7. "Ballroom Dancing" (McCartney) - 4:37
8. "Silly Love Songs" (McCartney) - 4:30

Lado 2
1. "Silly Love Songs (Reprise) (McCartney) - 0:38
2. "Not Such A Bad Boy" (McCartney) - 3:19
3. "No Values" (McCartney) - 4:14
4. "No More Lonely Nights" (Ballad/Reprise) (McCartney) - 0:14
5. "For No-One" (Lennon/McCartney) - 2:01
6. "Eleanor Rigby" (Lennon/McCartney)
7. "Eleanor's Dream" (McCartney) - 3:10
8. "The Long And Winding Road" (Lennon/McCartney) - 3:48
9. "No More Lonely Nights" (Playout Version) (McCartney) - 4:20

## O filme (Sinopse)
Estrelado por Paul McCartney, Linda McCartney (esposa de Paul), Ringo Starr (ex-baterista dos The Beatles), Barbara Bach (esposa de Ringo), Bryan Brown, Ralph Richardson e Tracey Ullman. O filme se trata de uma fita demo com novas músicas para o novo Álbum de McCartney que desapareceu, sendo que o principal suspeito é um empregado que também não foi mais visto.

## Recepção
"Give My Regards To Broad Street" foi lançado no outono de 1984 e se tornou um grande fiasco. Vem-se contra a falta de compreensão de ambos os críticos e os fãs. O filme não se encaixa nas habituais regras de produção: ele não tem história real e que mais parece um grande videoclipe, em vez de uma sequência de fatos estruturados. O grande destaque é a estética das cenas que se tornam altamente agradáveis.